# Révay Antal

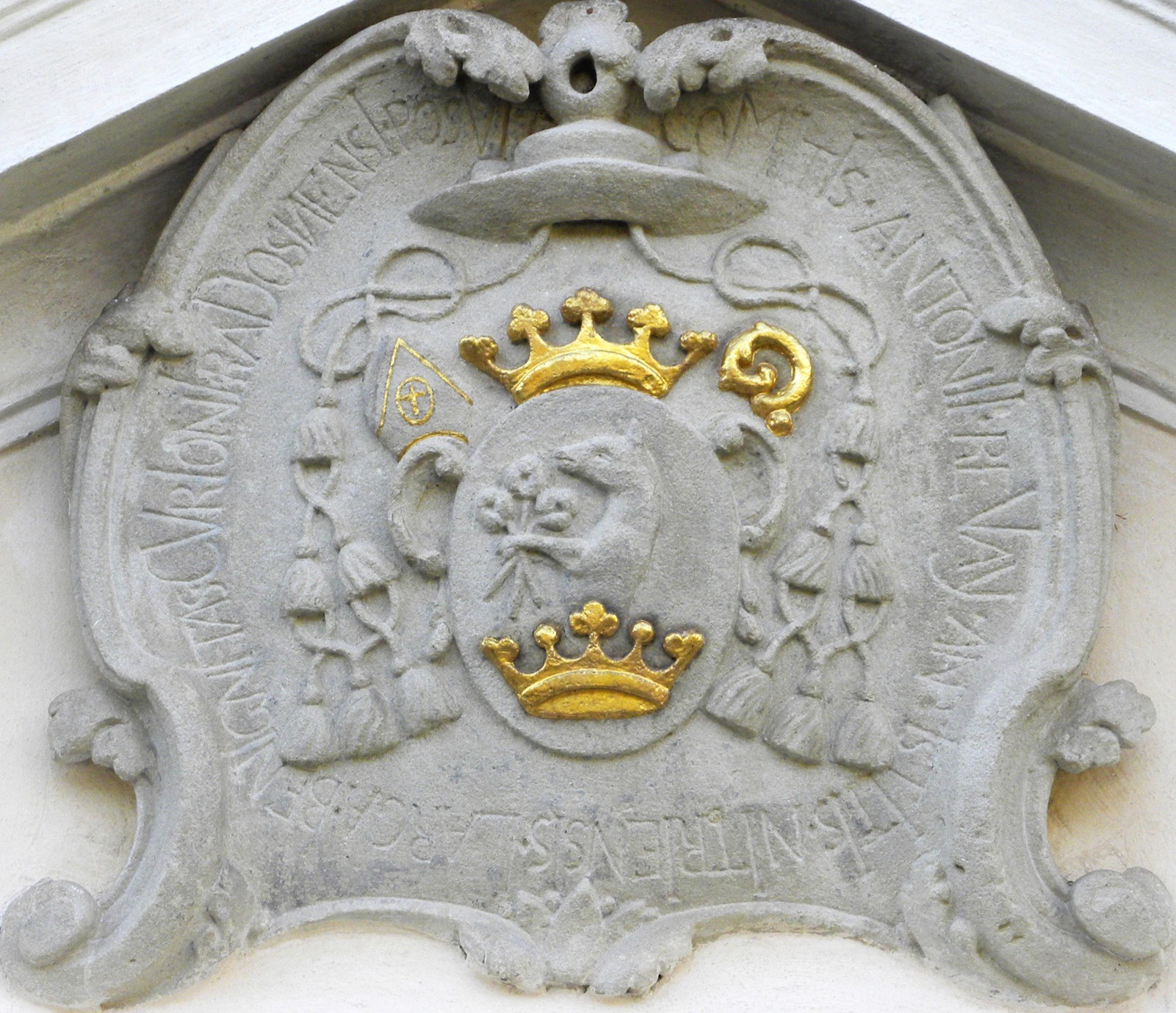
Révay Antal címere Radosna községben

Gróf szklabinai és blatnicai Révay Antal (Kisselmec, 1718. március 6. – Mocsonok, 1783. december 26.), római katolikus pap, teológiai doktor, 1776-tól rozsnyói püspök, 1780-tól haláláig nyitrai püspök.

## Élete
Révay Péter gróf turóci főispán és Eszterházy Krisztina grófnő fia. 1737. november 9-én a nagyszombati papnevelőbe lépett és a bölcseletet itt, a hittudományokat 1738-tól Bécsben hallgatta. Mint növendékpap 1741-ben rátóti prépost lett. 1743. január 22-én pozsonyi kanonokká, 1744-ben vágújhelyi préposttá neveztetett ki. Ezen prépostságot 1780-ig megtartotta. 1752. január 9-én esztergomi kanonok és már január 31-én sasvári főesperes lett. Ugyanezen évben karcolai választó püspök, 1754-ben pedig fölszenteltetett püspök és az esztergomi érsek suffraganeusa  lett. 1776-ban első rozsnyói püspökké, 1780. június 25-én nyitrai megyés püspökké neveztetett ki, de az örökös főispáni tiszt nélkül, amit pedig elődei 474 évig viseltek.

## Művei
- Assertiones theologicae de jure et justitia ... Viennae, 1741
- Sermo ... habitus Rosnaviae die XXI. Nov. 1776. dum primo cathedralem ecclesiam Rosnaviensem ingrederetur. Leutschoviae
- Sermo ... ad clerum suum dictus dum in episcopum Nitriensem die 15 mensis novembris a 1780. inauguraretur. Tyrnaviae